# ASDC Borgomanero
ASDC Borgomanero is een Italiaanse voetbalclub uit Borgomanero die in de Serie D/B speelt. De club werd opgericht in 1951. De officiële clubkleuren zijn blauw en rood.